# 多兰库尔
多兰库尔（法語：Dolaincourt，法語發音：[dɔlɛ̃kuʁ] ⓘ）是法国大東部大區孚日省的一个市镇，属于讷沙托区。

## 地理
多兰库尔（48°20'23"N, 5°48'50"E）面积2.6 平方千米，位于法国大東部大區孚日省，该省份为法国东北部内陆省份，北起默兹省和默尔特-摩泽尔省，西接上马恩省，南至上索恩省和贝尔福地区省，东临上莱茵省和下莱茵省。
与多兰库尔接壤的市镇（或旧市镇、城区）包括：武克塞、巴莱维尔、沙特努瓦、库尔塞勒-苏沙特努瓦。

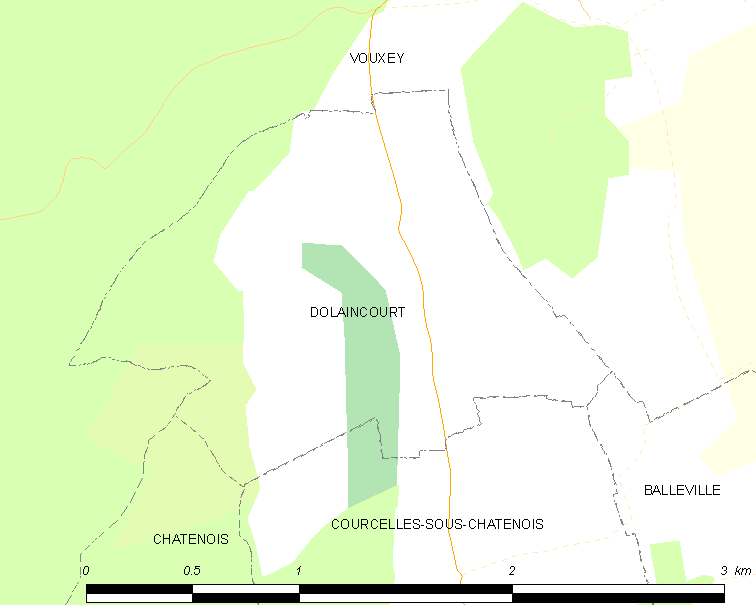
多兰库尔的OSM定位图

多兰库尔的时区为UTC+01:00、UTC+02:00（夏令时）。

## 行政
多兰库尔的邮政编码为88170，INSEE市镇编码为88137。

## 政治
多兰库尔所属的省级选区为米尔库尔县。

## 人口

1962-2008年间多兰库尔人口变化图示

多兰库尔于2022年1月1日时的人口数量为90人。